# Гринлиф (Ајдахо)
Гринлиф (енгл. Greenleaf) град је у америчкој савезној држави Ајдахо.

## Демографија
По попису из 2010. године број становника је 846, што је 16 (-1,9%) становника мање него 2000. године.
| Група             | 2000.       | 2010.       |
| Белци             | 621 (72,0%) | 662 (78,3%) |
| Афроамериканци    | 4 (0,5%)    | 3 (0,4%)    |
| Азијати           | 7 (0,8%)    | 3 (0,4%)    |
| Хиспаноамериканци | 201 (23,3%) | 164 (19,4%) |
| Укупно            | 862         | 846         |